# Кеннет Зохоре
Альбін Кеннет Дагруп Зохоре (дан. Albin Kenneth Dahrup Zohore; нар. 31 січня 1994, Копенгаген, Данія) — данський футболіст, нападник польського клубу «Шльонськ» (Вроцлав).
Футбольну кар'єру розпочав у рідній Данії, у 16-річному віці дебютував на професіональному рівні за «Копенгаген», завдяки чому став наймолодшим гравцем, який грав у датській Суперлізі. У 2012 році приєднався до італійської «Фіорентіни», у якій вважався перспективним гравцем, але не зміг пробитися в першу команду, й після виступів в оренді за «Брондбю» та «Гетеборг» повернувся до Данії, де 2015 року уклав поноцінний контракт з «Оденсе».

## Особисте життя
Кеннет народився в Копенгагені в родині матері-датчанки та батька-івуарійця. Його батько є троюрідним братом колишнього нападника «Челсі» Дідьє Дрогба.

## Клубна кар'єра

### «Копенгаген»
На дитячо-юнацькому рівні виступав за «Скйолд» та КБ. Після чого приєднався до юнацької структури «Копенгагена», а в 2009 році у віці 15 років отримав підвищення до команди U-19. Приєднався до тренувального табору першої команди в іспанській Марбельї 2 лютого 2010 року разом із Тобіасом Сковгаардом. Дебютував на професійному рівні за клуб 7 березня 2010 року у віці 16 років і 35 днів й став наймолодшим гравцем, який коли-небудь дебютував у данській Суперлізі після того, як замінив Сезара Сантіна на 73-й хвилині у переможному (5:0) поєдинку проти «Орхуса». Проте цей матч став його єдиною появою у першій команду протягом сезону 2009/10 років.
20 жовтня 2010 року вперше зіграв за «Копенгаген» у Лізі чемпіонів УЄФА, зігравши проти «Барселони» на Камп Ноу. 16-річний форвард замінив Сезара Сантіна на 74-й хвилині гри, завдяки чому став одним із наймолодших гравців, які коли-небудь грали в Лізі чемпіонів. Десять днів по тому відзначився своїм першим голом за «Копенгаген» у Суперлізі Данії проти «Люнгбю». Другий наймолодший бомбардир у датській Суперлізі, після Мадса Байерхольма.
Зохоре привернув увагу численних клубів по всій Європі, побував на перегляді в «Челсі», також до нього звернувся гравець «Челсі» Дідьє Дрогба після зустрічі обох клубів у матчі Ліги чемпіонів та міланського «Інтера». Його гра характеризували Кеннета як «одну з найяскравіших перспектив у світі».

### «Фіорентіна» та оренди
31 січня 2012 року «Копенгаген» оголосив, що Зохоре за суму близько 1 мільйона фунтів стерлінгів у свій 18-й день народження підписав контракт з італійською «Фіорентіною». У новій команді отримав футболку з 33-м ігровим номером. Однак так і не зіграв за першу команду, а згодом заявив, що він «занадто молодий», щоб впоратися з потужною конкуренцією за місце в першій команді.
8 серпня 2013 року «Брондбю», яким керував колишній тренер Кеннета по юнацьких збірних Данії Томас Франк, оголосив, що вони домовилися про 1-сезонну орендну угоду з «Фіорентіною» з можливістю викупу наприкінці року за суму від 2,2 до 2,3 мільйона євро. «Брендбю» заплатив майже 100 000 євро, щоб організувати перехід, завдяки чому переміг свого конкурента в боротьбі за гравця, німецького «Ганновера 96». Трансфер ледь не зірвався, оскільки данський клуб не знав про потребу виплачувати Зохорі зарплату під час оренди, але зрештою перехід відбувся. «Брондбю» сподівався оформити повноцінний трансфер, але не зміг задовільнити фінансові вимоги «Фіорентіни».
11 серпня 2014 року «Гетеборг» оголосив, що «Фіорентіна» віддала данського гравця до вище вказаного клубу в оренду. Дебютував за нову команду 13 серпня 2014 року у виїзному матч проти «Отвідаберга», у якому вийшов на заміну. 17 серпня 2014 року у своєму дебютному домашньому матчі проти «Броммапойкарни» відзначився своїм першим голом за «Гетеборг» через три хвилини після появи на футбольному полі (на 83-й хвилині).

### «Оденсе»
3 лютого 2015 року Зохоре повернувся до датської Суперліги де підписав контракт з «Оденсе», оскільки перед цим розірвав договір з «Фіорентіною».

### «Кардіфф Сіті»

#### Сезон 2015/16 років
В останній день зимового трансферного вікна (у січні 2016 року) відправився в оренду до представника Чемпіоншипу «Кардіфф Сіті» з бельгійського «Кортрейка», який також належить президенту Кардіффа Вінсенту Тану, який того ж дня підписав датчанина з «Оденсе» за плату, яка, як повідомляється, становить близько 1 мільйона євро. На той час «Кардіфф» перебував під трансферною забороною через порушення правил фінансової чесної гри, і йому було заборонено підписувати повноцінні контракти з новими гравцями, хоча джерела в клубі заявили, що угода була укладена не для того, щоб обійти трансферну заборону, і що він переїхав до Кардіффа, щоб «підвищити свій досвід». Дебютував за нову команду 6 лютого в нічийному (0:0) поєдинку проти «Мілтон-Кінз Донз», у якому вийшовши замість Семмі Амеобі. Часто виходив на заміну в останні місяці сезону 2015/16 років, 19 квітня 2016 року відзначився своїм першим голом за клуб у програному (1:2) поєдинку проти «Брентфорда». Він був нагороджений своїм першим виходом у стартовому складі вже наступного туру, у переможному (2:1) поєдинку проти «Болтон Вондерерз», у якому також відзначився першим голом «Кардіффа». Завершив свою оренду 12 зіграними матчами та 2 голами.

#### Сезон 2016/17 років
У червні 2016 року підписав трирічну угоду з клубом зі столиці Уельсу за гонорар, який не розголошується. Однак новий головний тренер Пол Троллоп, який замінив Рассела Слейда після закінчення попереднього сезону, після свого призначення віддав перевагу новим підписанням Фредеріку Гунонгбу та Рікі Ламберту, а Кеннет за перші чотири місяці сезону лише один раз вийшов у стартовому складі, 11 серпня 2016 року у програному (0:1) поєдинку першого раунду Кубку Ліги проти «Бристоль Роверз». У зв'язку з труднощами в клубі Троллопа замінив Ніл Ворнок, а в грудні 2016 року Зохоре справив хороше враження, вдало вийшов на заміну у переможному (2:1) матчі проти «Вулвергемптона». Після матчу Ворнок високо оцінив гру Кеннета в його перших двох матчах під своїм керівництвом, зазначивши, що він був «трохи ледачим» під час свого перебування в Кардіффі і що розглядався як один з кандидатів на трансфер з клубу, але його робота над собою означало, що Ворнок не зміг б «купити нікого кращого за нього на дану хвилину». Відзначився своїм першим голом на Boxing Day в нічийному поєдинку проти «Брентфорда» (2:2). Номінувався на звання найкращого гравця чемпіонату в лютому після голу у ворота «Лідс Юнайтед» і дублів проти «Ротергем Юнайтед» і «Фулгема», але зрештою поступився у цій номінації Крісу Вуду з «Лідса». 12 голів Кеннета за «Кардіфф» зробили його найкращим бомбардиром сезону, завдяки чому отримав новий контракт, за яким повинен був залишатися в клубі до 2020 року. За підсумками сезону удостоєний клубної нагороди «Молодий гравець року».

#### Сезон 2017/18 років
Форма Зохоре наприкінці попереднього сезону привернула інтерес декількох клубів, зокрема й «Галл Сіті», початкова пропозиція якого склала 6 мільйонів фунтів стерлінгів, та «Брайтон енд Гоув Альбіон», обидві з яких «Кардіфф» відхилив. Головний тренер Ніл Ворнок пізніше прокоментував, що Зохоре не продається і піде з клубу лише в тому випадку, якщо «у мене станеться серцевий напад і інший менеджер займе його [тренерське місце]». 5 серпня 2017 року вперше вийшов у стартовому складі нового клубу та відзначився дебютним голом за клуб, у переможному (1:0) поєдинку проти «Бертон Альбіона». Після гольової посухи з дев'яти матчів, 26 вересня відзначився дублем у переможному (3:1) матчі проти «Лідс Юнайтед», перш ніж отримати травму гомілковостопного суглоба, через яку вибув до Різдва. 23 грудня повернувся в команду, замінивши Омара Богла в програному (2:0) поєдинку проти «Болтон Вондерерз», а потім відзначився своїм четвертим голом у сезоні проти «Фулгема» на День подарунків. У новому році відзначився 5 голами, у тому числі переможні у воротах «Бристоль Сіті» та «Іпсвіч Таун». «Кардіфф» посів 2-ге місце й вийшов до Прем'єр-ліги.

#### Сезон 2018/19 років
Розпочав сезон 2018/19 років як основний нападник «Кардіффа» в поєдинку проти «Борнмута», однак низка травм і погана форма призвели до того, що Зохоре випав зі стартового складу. 9 лютого відзначився своїм першим голом у Прем'єр-лізі в переможному (2:1) матчі проти «Саутгемптона».

### «Вест-Бромвіч Альбіон»
19 липня 2019 року за суму до 8 мільйонів фунтів стерлінгів підписав контракт із представником Чемпіоншипу «Вест-Бромвіч Альбіон». 21 серпня 2019 року відзначився своїм першим голом за «Вест-Бромвіч», реалізував пенальті в нічийному (1:1) матчі з «Редінгом». Але загалом за чотири сезони в клубі провів 19 матчів. 31 січня 2023 року розірвав контракт із «Вест-Бромвічем» за взаємною згодою сторін.

### Оренда в «Міллволл»
16 жовтня 2020 року відправився в короткострокову оренду до «Міллволла», розраховану до 16 січня 2021 року. 28 жовтня відзначився своїм першим голом за «Міллволл» у переможному (2:0) матчі проти «Престон Норт-Енд».

### Повернення до «Оденсе»
31 січня 2023 року повернувся до свого колишнього клубу, «Оденсе», з яким уклав угоду до завершення сезону. Маючи трохи більше 100 хвилин ігрового часу за 6 місяців, Зохоре залишив команду після закінчення контракту.

### «Шльонськ» (Вроцлав)
11 липня 2023 року вільним агентом приєднався до клубу польської Екстракляси «Шльонськ» (Вроцлав), з яким підписав 1-річну угоду з опцією продовження ще на один сезон. У футболці вроцлавського клубу дебютував 24 липня 2023 року в нічийному (1:1) виїзному поєдинку 1-го туру Екстракляси проти «Корони». Кеннет вийшов на поле на 88-й хвилині замість Матіаса Нахуеля Лейви.

## Кар'єра в збірній
Виступав за юнацьку збірну Данії (U-17), брав участь у чемпіонаті Європи 2011 року в Сербії. У вище вказаному турнірі виходив на поле в трьох матчах групового етапу та відзначився голом у поєдинку другого туру проти Англії (встановив рахунок 2:0). Збірна Данії вийшла до півфіналу, де поступилася Німеччині. Завдяки участі в півфіналі чемпіонату Європи юнацька збірна Данії (U-17) кваліфікувалася на чемпіонат світу 2011 року в Мексиці, де команда тренера Томаса Франка вилетіла за підсумками групового етапу. Зохоре зіграв у всіх трьох матчах групового етапу, вивів вперед збірну Данії у програному (2:4) поєдинку другого туру проти Кот-д'Івуару. Загалом за юнацьку збірну Данії (U-17) провів 24 матчі, у яких відзначився 13 голами.
Згодом провів два матчі за команду U-18 та 16 поєдинків за юнацьку збірну Данії (U-19) (шість голів). 14 серпня 2013 року дебютував за молодіжну збірну Данії в переможному (4:1) товариському матчі в Данганноні проти Північної Ірландії. У складі молодіжної збірної пройшов кваліфікацію на чемпіонат Європи 2015 року в Чехії, але тренер Єсс Торуп не розглядав його кандидатуру для участі в турнірі. Два роки по тому перебував у складі збірної Данії на фінальній частині молодіжного чемпіонату Європи в Польщі та зіграв у всіх трьох групових матчах, відзначився двома голами у поєдинку останнього туру проти Чехії. Збірна Данії вилетіла після групового етапу. Загалом за чотири роки Зохоре провів 19 матчів, у яких відзначився 8 голами. Загалом з 2013 по 2017 рік він провів 20 матчів за молодіжну команду, у яких відзначився 6 голами.
У травні 2018 року включений до попереднього списку з 35 гравців збірної Данії для участі в чемпіонат світу 2018 року в Росії. Проте до фінального списку з 23-х гравців так і не потрапив.

## Статистика виступів

### Клубна
Станом на 11 липня 2023
| Клуб                    | Сезон             | Ліга              | Ліга  | Ліга | Нац. кубок | Нац. кубок | Кубок ліги | Кубок ліги | Конт. кубок | Конт. кубок | Загалом | Загалом |
| Клуб                    | Сезон             | Дивізіон          | Матчі | Голи | Матчі      | Голи       | Матчі      | Голи       | Матчі       | Голи        | Матчі   | Голи    |
| ----------------------- | ----------------- | ----------------- | ----- | ---- | ---------- | ---------- | ---------- | ---------- | ----------- | ----------- | ------- | ------- |
| «Копенгаген»            | 2009–10           | Суперліга Данії   | 1     | 0    | 0          | 0          | 0          | 0          | —           | —           | 1       | 0       |
| «Копенгаген»            | 2010–11           | Суперліга Данії   | 15    | 1    | 1          | 0          | —          | —          | 5           | 0           | 21      | 1       |
| «Копенгаген»            | 2011–12           | Суперліга Данії   | 0     | 0    | 1          | 0          | —          | —          | —           | —           | 1       | 0       |
| «Копенгаген»            | Загалом           | Загалом           | 16    | 1    | 2          | 0          | 0          | 0          | 5           | 0           | 23      | 1       |
| «Фіорентіна»            | 2011–12           | Серія A           | 0     | 0    | 0          | 0          | —          | —          | —           | —           | 0       | 0       |
| «Фіорентіна»            | 2012–13           | Серія A           | 0     | 0    | 0          | 0          | —          | —          | —           | —           | 0       | 0       |
| «Фіорентіна»            | Загалом           | Загалом           | 0     | 0    | 0          | 0          | 0          | 0          | 0           | 0           | 0       | 0       |
| «Брондбю»               | 2013–14           | Данська Суперліга | 25    | 5    | 1          | 0          | —          | —          | —           | —           | 26      | 5       |
| «Гетеборг»              | 2014              | Аллсвенскан       | 5     | 2    | 0          | 0          | —          | —          | —           | —           | 5       | 2       |
| «Оденсе»                | 2014–15           | Данська Суперліга | 11    | 2    | 0          | 0          | —          | —          | —           | —           | 11      | 2       |
| «Оденсе»                | 2015–16           | Данська Суперліга | 16    | 7    | 0          | 0          | —          | —          | —           | —           | 16      | 7       |
| «Оденсе»                | Загалом           | Загалом           | 27    | 9    | 0          | 0          | 0          | 0          | 0           | 0           | 27      | 9       |
| «Кардіфф Сіті» (оренда) | 2015–16           | Чемпіоншип        | 12    | 2    | 0          | 0          | 0          | 0          | —           | —           | 12      | 2       |
| «Кардіфф Сіті»          | 2016–17           | Чемпіоншип        | 29    | 12   | 0          | 0          | 1          | 0          | —           | —           | 30      | 12      |
| «Кардіфф Сіті»          | 2017–18           | Чемпіоншип        | 36    | 9    | 3          | 0          | 0          | 0          | —           | —           | 39      | 9       |
| «Кардіфф Сіті»          | 2018–19           | Прем'єр-ліга      | 19    | 1    | 0          | 0          | 1          | 0          | —           | —           | 20      | 1       |
| «Кардіфф Сіті»          | Загалом           | Загалом           | 84    | 22   | 3          | 0          | 2          | 0          | 0           | 0           | 89      | 22      |
| «Вест-Бромвіч Альбіон»  | 2019–20           | Чемпіоншип        | 17    | 3    | 3          | 2          | 0          | 0          | —           | —           | 20      | 5       |
| «Вест-Бромвіч Альбіон»  | 2020–21           | Прем'єр-ліга      | 0     | 0    | 0          | 0          | 0          | 0          | —           | —           | 0       | 0       |
| «Вест-Бромвіч Альбіон»  | 2021–22           | Чемпіоншип        | 2     | 0    | 0          | 0          | 1          | 0          | —           | —           | 3       | 0       |
| «Вест-Бромвіч Альбіон»  | 2022–23           | Чемпіоншип        | 0     | 0    | 0          | 0          | 0          | 0          | —           | —           | 0       | 0       |
| «Вест-Бромвіч Альбіон»  | Загалом           | Загалом           | 19    | 3    | 3          | 2          | 1          | 0          | 0           | 0           | 23      | 5       |
| «Міллволл» (оренда)     | 2020–21           | Чемпіоншип        | 17    | 2    | 2          | 1          | 0          | 0          | —           | —           | 19      | 3       |
| «Оденсе»                | 2022–23           | Данська Суперліга | 4     | 0    | —          | —          | —          | —          | —           | —           | 4       | 0       |
| «Шльонськ» (Вроцлав)    | 2023–24           | Екстракляса       | 0     | 0    | 0          | 0          | —          | —          | —           | —           | 0       | 0       |
| Усього за кар'єру       | Усього за кар'єру | Усього за кар'єру | 209   | 46   | 11         | 3          | 3          | 0          | 5           | 0           | 228     | 49      |

1. ↑  Матчі в Лізі чемпіонів УЄФА

## Досягнення
«Копенгаген»
- Суперліга Данії
  -  Чемпіон (2): 2009/10, 2010/11

«Кардіфф Сіті»
- Чемпіоншип
  -  Срібний призер (1): 2017/18[49]